# Juan Alberto Cruz
Juan Alberto Cruz Murillo (27 de fevereiro de 1959) é um ex-futebolista profissional hondurenho, que atuava como meia.

## Carreira
Juan Cruz fez parte do elenco da histórica Seleção Hondurenha de Futebol da Copa do Mundo de 1982, ele fez uma partida. 